# Walsura villosa
Walsura villosa är en tvåhjärtbladig växtart som beskrevs av Nathaniel Wallich. Walsura villosa ingår i släktet Walsura och familjen Meliaceae. Inga underarter finns listade i Catalogue of Life.